# Toyota GT86
Toyota GT86 și Subaru BRZ sunt mașini sport 2+2 dezvoltate în comun de Toyota și Subaru, fabricate în uzina Gunma a Subaru.